# 애니타 배론
애니타 배론(Anita Barone, 1964년 9월 25일 ~ )은 미국의 배우이다.

## 출연 작품
- 우리는 댄스소녀 1 (2010)
- 워 앳 홈 (2005)
- 원 라스트 라이드 (2004)
- 파라다이스 (2004)
- 섹스 몬스터 (1999)
- 저스트 라이트 (1997)
- 드림 위드 더 피쉬스 (1997)
- 죽음의 워터프론트 (1995)
- 제9의 표적 (1987)